# Dolichoneura squalida
Dolichoneura squalida är en fjärilsart som beskrevs av William Schaus 1912. Dolichoneura squalida ingår i släktet Dolichoneura och familjen mätare. Inga underarter finns listade i Catalogue of Life.